# 花京院スクエア

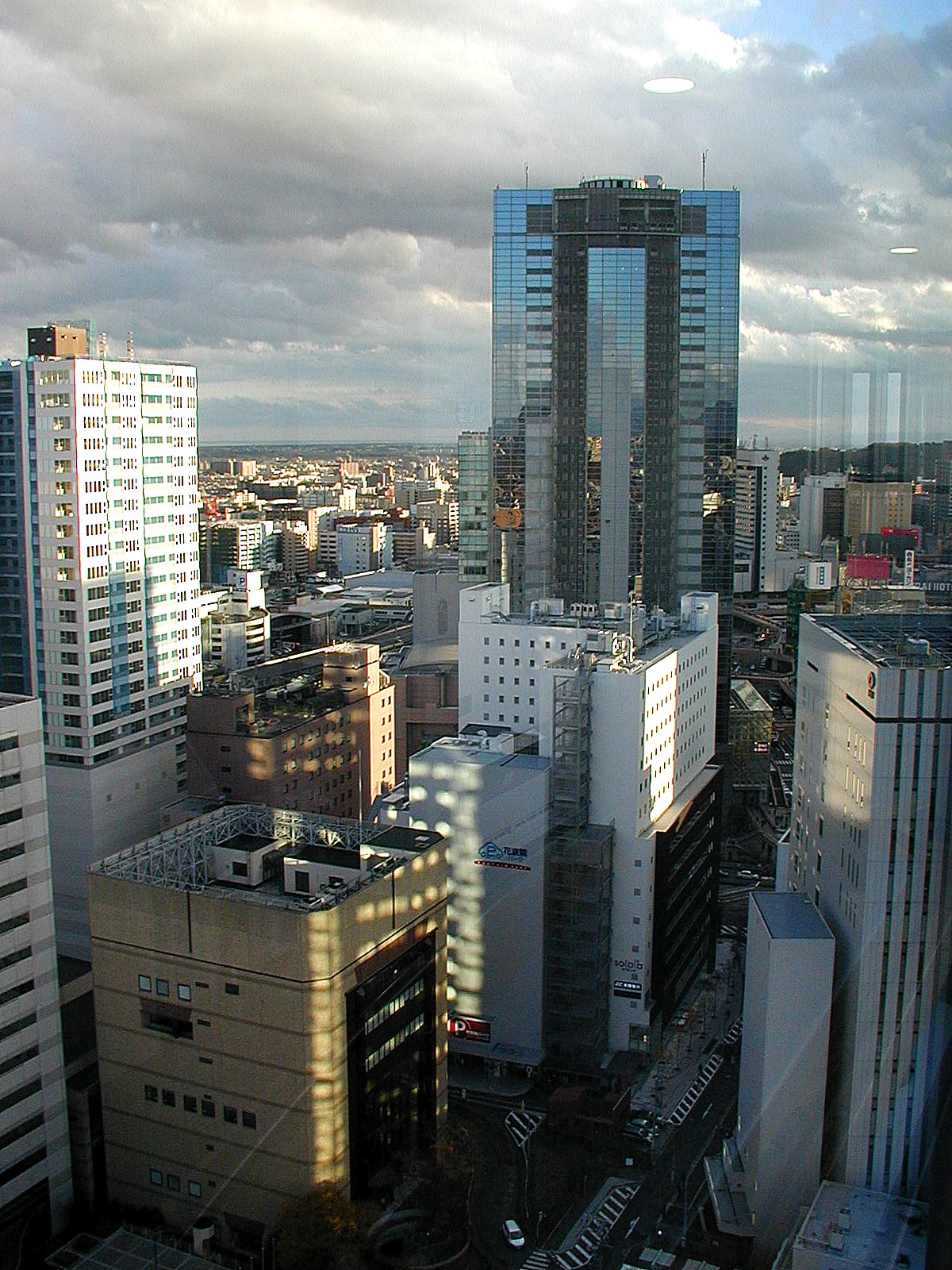
当ビルから仙台駅方向を望む（2009年12月）

花京院スクエア（かきょういんスクエア）は、宮城県仙台市青葉区花京院にある三菱地所のオフィスビルである。仙台駅北部、駅前通と花京院通が交わる花京院交差点の南東角に建つ。

## 概要
「花京院一丁目第二地区第一種市街地再開発事業」として、総事業費約160億円をかけて花京院に建設された。これは、仙台市による宮城野橋周辺のインナーシティ再開発である「仙台駅北部地区開発計画」の1つである。
地上23階･地下2階で、軒高95.4m、最高部は106.3m。デザインは「自然の力」をテーマとし、壁には幹、屋上には開花をモチーフにした装飾が有る。
エントランス前には、仙台市の都市緑地「花京院緑地」（0.2354ha）が整備されている。
かつては、1Fにデジタルツーカー東北の宮城支店（ブランド・社名変更により、J-フォン東北の宮城支店とJ-フォンショップ宮城に転換）、20・21Fにデジタルツーカー東北の本社（→J-フォン東北の本社→J-フォン東日本の東北支社→J-フォンの東北支社）が所在していた。

## 周辺施設
- 仙台駅
- エナジースクエア（東北電力本店ビル）
- AER
- アジュール仙台
- 錦町公園
- 東北電子専門学校

## アクセス
- 鉄道：東日本旅客鉄道（JR東日本）仙台駅から徒歩5分
- 地下鉄：仙台市地下鉄南北線・仙台駅から徒歩6分
- 駐車場（185台）